# Vương tử Leopold, Công tước xứ Albany
Leopold của Liên hiệp Anh, Công tước xứ Albany (Leopold George Duncan Albert; 7 tháng 4 năm 1853 - 28 tháng 3 năm 1884) là con thứ tám và là con trai út của Victoria của Anh và Albrecht xứ Sachsen-Coburg và Gotha. Leopold sau đó được ban cho tước hiệu Công tước xứ Albany, Bá tước xứ Clarence và Nam tước Arklow. Ông mắc bệnh máu khó đông, đây là nguyên nhân dẫn đến cái chết của ông sau khi bị ngã ở tuổi 30.
Ông qua đời trước khi con trai của ông, Vương tôn Charles Edward ra đời 4 tháng, khi được 15 tuổi, người con trai này của ông đã được đưa sang Đức để dạy dỗ và làm người thừa kế cho người bác là Alfred xứ Sachsen‑Coburg và Gotha. Năm 1900, Công tước Alfred qua đời, Charles Edward lên kế vị và trở thành vị công tước cuối cùng của Sachsen-Coburg và Gotha. Con gái của Charles Edward là Công nữ Sibylla trở thành vợ của Vương tôn Gustaf Adolf, Công tước xứ Västerbotten, vì thế bà là mẹ của Vua Carl XVI Gustaf, người đang trị vì Vương quốc Thụy Điển hiện tại. Charles Edward ủng hộ người Đức trong cả 2 cuộc Thế chiến, vì thế tước hiệu quý tộc của ông ở Anh đã bị tước bỏ, ông cũng là một đảng viên của Đảng quốc xã và một chính khách ở Đức quốc xã.

## Cuộc sống đầu đời
Leopold sinh ngày 07 tháng 04 năm 1853 tại Cung điện Buckingham, Luân Đôn, là con thứ tám và là con trai út của Victoria của Anh và Albrecht xứ Sachsen-Coburg và Gotha. Trong quá trình chuyển dạ, Victoria của Anh đã chọn sử dụng chloroform và do đó khuyến khích việc sử dụng gây mê khi sinh con, được phát triển gần đây bởi Giáo sư James Young Simpson. Thuốc cloroform được quản lý bởi John Snow. Là con trai của quốc vương Anh, đứa trẻ sơ sinh được phong là His Royal Highness Vương tử Leopold. Tên của ông được đặt là Leopold theo tên người chú, Vua Léopold I của Bỉ.
Ông được rửa tội trong Nhà nguyện riêng của Cung điện Buckingham vào ngày 28 tháng 06 năm 1853 bởi Tổng giám mục Canterbury, John Bird Sumner. Cha mẹ đỡ đầu của ông là George V của Hanover, Vương tức Wilhelm của Phổ, Mary Adelaide xứ Cambridge, Thân vương Ernst xứ Hohenlohe-Langenburg.
Leopold bị di truyền bệnh máu khó đông từ mẹ của mình, Victoria của Anh, và là một đứa trẻ có sức khoẻ không tốt. Nhiều tài liệu cũng nói rằng Vương tử Leopold cũng bị động kinh nhẹ, như cháu trai của mình Vương tử John.

## Giáo dục và sự nghiệp
Khả năng trí tuệ của Vương tử đã bộc lộ rõ từ khi còn là một cậu bé; Nhà thơ Alfred, Lãnh chúa Tennyson và người bạn của ông, nhà triết học James Martineau, đã quen thuộc với những đứa con của Nữ hoàng Victoria và đã lưu ý rằng Leopold, người thường "trò chuyện với Tiến sĩ Martineau lỗi lạc, được coi là một chàng trai trẻ có đầu óc rất chu đáo, mục tiêu cao cả và những thành tựu đáng chú ý". Con gái của ông, Vương nữ Alice, đã viết trong hồi ký của mình rằng "khuynh hướng văn chương và nghệ thuật của ông đã được khuyến khích và phát triển bởi người thầy yêu quý của ông, Robert Collins". Ông cũng được Canon Duckworth kèm cặp và trong hai năm trước đó, bởi một bậc thầy trẻ của Eton tên là Mr. Shuldam.

### Đại học Oxford
Năm 1872, Vương tử Leopold vào học tại Christ Church, Oxford, nơi ông theo học nhiều môn học khác nhau và trở thành chủ tịch Câu lạc bộ cờ vua của Đại học Oxford. Khi đến tuổi trưởng thành vào năm 1874, ông được bổ nhiệm làm cố vấn cơ mật và được hưởng trợ cấp niên kim là 15.000 bảng Anh. Ông rời trường đại học vào năm 1876 với bằng tiến sĩ danh dự về luật dân sự (DCL), và sau đó đi du lịch khắp châu Âu. Năm 1880, ông đi du lịch Canada và Hoa Kỳ cùng chị gái, Vương nữ Louise, người chồng John Campbell, Hầu tước xứ Lorne, là Toàn quyền Canada. Leopold là một người bảo trợ nổi tiếng của cờ vua, và giải đấu cờ vua London năm 1883 được tổ chức dưới sự bảo trợ của ông.
Không thể theo đuổi sự nghiệp quân sự vì chứng máu khó đông và cần tránh những chấn thương nhỏ, thay vào đó, Leopold trở thành người bảo trợ cho nghệ thuật và văn học và làm thư ký không chính thức cho mẹ mình. "Leopold là người con trai được yêu thích nhất, và thông qua ông, mối quan hệ của bà với Chính phủ đương thời thường được duy trì." Sau đó, ông theo đuổi các chức vụ phó vương ở Canada và Thuộc địa Victoria, nhưng mẹ ông từ chối bổ nhiệm ông, khiến ông vô cùng buồn phiền.

### Quân đội Anh
Mặc dù không thể theo đuổi vai trò quân sự tích cực, ông vẫn giữ quyền chỉ huy danh dự của Trung đoàn 72, lực lượng Highlanders của Công tước Albany, và từ năm 1881, ông giữ chức Đại tá đầu tiên của Seaforth Highlanders, khi trung đoàn này được thành lập thông qua việc sáp nhập trung đoàn 72 với Trung đoàn bộ binh 78 (Highlanders). Một bức chân dung của Vương tử Leopold trong quân phục được lưu giữ trong Bộ sưu tập Hoàng gia. Seaforth Highlanders diễu hành trong đám tang của Vương tử Leopold, một sự kiện được William McGonagall ghi lại trong bài thơ "Cái chết của Vương tử Leopold".

### Hội Tam Điểm
Vương tử Leopold là một thành viên tích cực của Hội Tam Điểm, được gia nhập tại Apollo University Lodge, Oxford, khi cư trú tại Christ Church. Ông được đề xuất làm thành viên bởi anh trai mình, Vương tử Albert Edward, Thân vương xứ Wales, người lúc đó là Worshipful Master của Lodge, và được kết nạp trong một buổi lễ chung với Robert Hawthorne Collins, người bạn và gia sư của ông, người sau này trở thành Tổng kiểm toán của Gia đình ông.
Leopold giữ chức vụ Master của Lodge từ năm 1876 đến năm 1877, và sau đó là Provincial Grand Master của Oxfordshire, vẫn giữ chức vụ đó cho đến khi ông qua đời. Năm 1882, ông đặt viên đá nền móng của Masonic Hall trên phố Marlborough ở Banbury.

## Hôn nhân

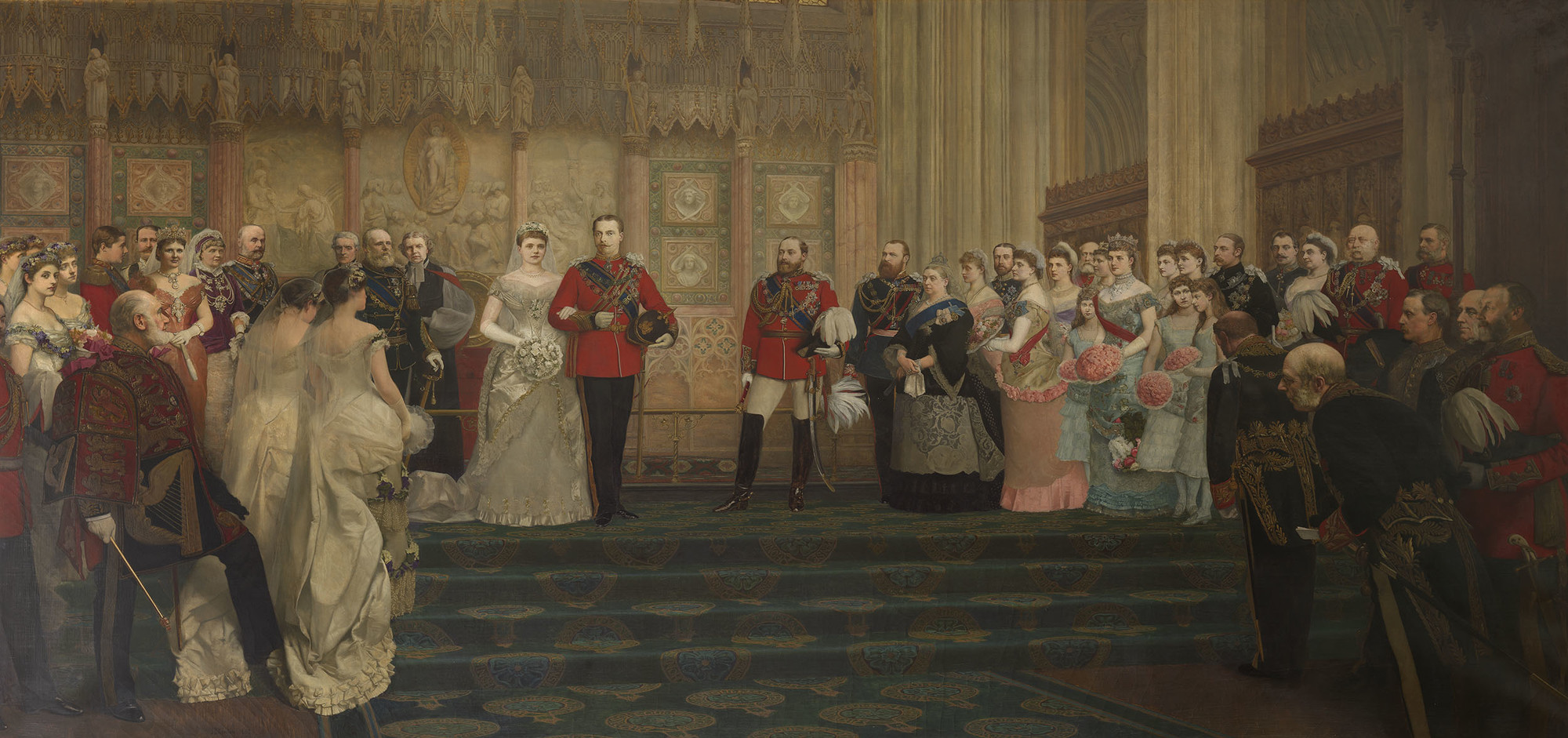
Cuộc hôn nhân của Công tước xứ Albany của James Dromgole Linton. Bức tranh được Nữ hoàng Victoria đặt vẽ vào năm 1885, sau cái chết của Leopold.

Vương tử Leopold, bị kìm hãm bởi mong muốn của Nữ vương Victoria muốn giữ ông ở nhà, vì thế ông xem hôn nhân là hy vọng duy nhất để thoát khỏi sự kìm hãm của mẹ. Do mắc chứng máu khó đông, ông gặp khó khăn trong việc tìm vợ. Ông quen biết Alice Liddell, con gái của Henry Liddell, Phó hiệu trưởng trường Oxford, người mà Lewis Carroll đã viết nên tác phẩm Alice ở xứ sở thần tiên. Leopold là cha đỡ đầu của đứa con trai thứ hai của Alice, người được đặt theo tên ông. Người ta cho rằng ông đã cân nhắc đến việc kết hôn với bà, mặc dù những người khác cho rằng ông thích chị gái của bà là Edith (người mà sau này chính tay ông đã khiêng quan tài sau khi bà qua đời vào ngày 30 tháng 6 năm 1876).
Leopold cũng coi người em họ đời thứ hai của mình là Friederike của Hannover là một người vợ tiềm năng; thay vào đó, họ trở thành bạn bè tâm giao suốt đời. Những phụ nữ hoàng gia và quý tộc khác mà ông theo đuổi bao gồm nữ thừa kế Daisy Maynard, Elisabeth xứ Hessen-Kassel, Karoline Mathilde xứ Schleswig-Holstein-Sonderburg-Augustenburg, Stéphanie của Bỉ và Victoria xứ Baden. Leopold rất thích Mary Baring, con gái của Lãnh chúa Ashburton, nhưng mặc dù cô cũng thích ông, nhưng ở tuổi 19, cô cảm thấy mình còn quá trẻ để kết hôn.
Sau khi bị những người phụ nữ này từ chối, Nữ hoàng Victoria đã vào cuộc để ngăn cản những gì bà cho là khả năng không phù hợp. Nhấn mạnh rằng con cái của các quốc vương Anh nên kết hôn với những gia đình Tin Lành trị vì khác, Victoria đề xuất một cuộc gặp với Helen Frederica, con gái của George Victor, Thân vương cai trị xứ Waldeck-Pyrmont, một trong những người con gái của ông đã kết hôn với Vua Willem III của Hà Lan. Vào ngày 27 tháng 4 năm 1882, Leopold và Helen đã kết hôn tại Nhà nguyện Thánh George, Lâu đài Windsor, và trợ cấp của ông đã được Quốc hội Anh cho tăng lên 25.000 bảng Anh. Họ đã có một cuộc hôn nhân hạnh phúc, mặc dù ngắn ngủi. Năm 1883, Leopold đã trở thành một người cha khi vợ ông ra người con gái đầu lòng là Vương tôn nữ Alice. Tuy nhiên, ông đã không sống đủ lâu để chứng kiến sự ra đời của người con trai là Vương tôn tử Charles Edward, người tương tai sẽ thừa kế ngai vàng Công quốc Sachsen-Coburg và Gotha và trở thành Công tước cuối cùng của xứ này.

## Bệnh tật và cái chết
Vương tử Leopold được chẩn đoán mắc bệnh máu khó đông khi còn nhỏ, và trong những năm đầu đời, ông đã có nhiều bác sĩ thường trực, bao gồm Arnold Royle và John Wickham Legg. Vào tháng 2 năm 1884, Leopold đến Cannes theo chỉ định của bác sĩ: đau khớp là triệu chứng phổ biến của bệnh máu khó đông và khí hậu mùa đông ở Vương quốc Anh luôn làm ảnh hưởng xấu đến xương khớp ông. Vợ ông, lúc đó đang mang thai, ở nhà nhưng đã thúc giục ông đi đến miền Nam nước Pháp ấm áp hơn. Vào ngày 27 tháng 3, tại dinh thự của ông ở Cannes, 'Villa Nevada', ông trượt chân và ngã, bị thương ở đầu gối và đập đầu đầu xuống nền nhà. Ông qua đời vào sáng sớm hôm sau, dường như là do xuất huyết não. Thi hài của ông được chôn cất tại Royal Vault và sau đó được chôn cất tại Nhà nguyện tưởng niệm Albert ở Windsor. Triều đình đã tổ chức tang lễ chính thức từ ngày 30 tháng 3 năm 1884 đến ngày 11 tháng 5 năm 1884.
Mất sau chị gái Alice sáu năm, Leopold là người con thứ hai nhưng là người trẻ nhất trong số những người con của Nữ hoàng Victoria qua đời, khi đó ông mới 30 tuổi. Mẹ ông sống lâu hơn ông 17 năm, khi đó bà cũng sống lâu hơn người con thứ ba, Vương tử Alfred. Sự ra đi của Leopold đã được "nhà thơ và tác giả bi kịch" người Scotland William McGonagall than khóc trong bài thơ "Cái chết của Vương tử Leopold". Nữ hoàng Victoria đã viết trong nhật ký của mình:
Một đòn khủng khiếp khác đã giáng xuống tôi và tất cả chúng ta ngày hôm nay. Leopold yêu dấu của tôi, người con trai thông minh, sáng dạ, người đã nhiều lần hồi phục sau căn bệnh đáng sợ như vậy và sau nhiều tai nạn nhỏ, đã rời xa chúng ta! Thật quá khủng khiếp khi mất đi một đứa con thân yêu khác, ở xa tôi, và một người tài năng như vậy, và đã giúp đỡ tôi như vậy!

Gen bệnh máu khó đông được mang trên nhiễm sắc thể X và thường được truyền qua dòng dõi nữ giới, vì trong quá khứ, một số ít người đàn ông mắc bệnh máu khó đông vẫn sống sót để sinh con. Bất kỳ người con gái nào của người mắc bệnh máu khó đông đều là người mang gen này. Con gái của Leopold là Alice đã thừa hưởng gen bệnh máu khó đông và truyền cho người con trai cả Rupert.
Sau sự qua đời đột ngột của Leopold, con trai của ông là Vương tôn tử Charles Edward, đã kế vị ông làm Công tước thứ 2 xứ Albany khi chào đời 4 tháng sau đó. Charles Edward kế vị bác của mình là Vương tử Alfred làm Công tước xứ Sachsen-Coburg và Gotha vào năm 1900.

## Hậu duệ
| Image | Name                                             | Birth                    | Death                   | Notes |
| ----- | ------------------------------------------------ | ------------------------ | ----------------------- | --- |
|       | Alice của Albany                                 | Ngày 25 tháng 2 năm 1883 | Ngày 3 tháng 1 năm 1981 | Bà kết hôn với Thân vương tử Alexander xứ Teck vào ngày 10 tháng 2 năm 1904. Họ có 3 người con. |
|       | Vương tôn tử Charles Edward, Công tước xứ Albany | 19 tháng 7 năm 1884      | 6 tháng 3 năm 1954      | Sinh ra 4 tháng sau khi cha mất; được gọi là 'Charlie'; sau này trở thành Công tước xứ Sachsen-Coburg và Gotha. Ông kết hôn với Victoria Adelaide xứ Schleswig-Holstein vào ngày 11 tháng 10 năm 1905. Họ có 5 người con. |

## Gia phả
| \| \| \| \| \| \| \| \| \| \| \| \| \| \| \| \| \| \| \| \| 16. Frederick của Đại Anh \| \| \| \| \| \| \| \| \| \| \| \| \| \| \| \| \| \| \| \| \| \| \| \| \| \| \| \| \| \| \| \| \| \| \| \| \| \| \| \| \| \| \| \| \| \| \| \| \| \| \| \| \| \| 8. George III của Liên hiệp Anh \| \| \| \| \| \| \| \| \| \| \| \| \| \| \| \| \| \| \| \| \| \| \| \| \| \| \| \| \| \| \| \| \| \| \| \| \| \| \| \| \| \| \| \| \| \| \| \| \| \| \| \| \| \| 17. Augusta xứ Sachsen-Gotha-Altenburg \| \| \| \| \| \| \| \| \| \| \| \| \| \| \| \| \| \| \| \| \| \| \| \| \| \| \| \| \| \| \| \| \| \| \| \| \| \| \| \| \| \| \| \| \| \| \| \| \| \| \| \| \| \| 4. Edward của Liên hiệp Anh và Hannover \| \| \| \| \| \| \| \| \| \| \| \| \| \| \| \| \| \| \| \| \| \| \| \| \| \| \| \| \| \| \| \| \| \| \| \| \| \| \| \| \| \| \| \| \| \| \| \| \| \| \| \| \| \| 18. Karl Ludwig xứ Mecklenburg \| \| \| \| \| \| \| \| \| \| \| \| \| \| \| \| \| \| \| \| \| \| \| \| \| \| \| \| \| \| \| \| \| \| \| \| \| \| \| \| \| \| \| \| \| \| \| \| \| \| \| \| \| \| 9. Charlotte xứ Mecklenburg-Strelitz \| \| \| \| \| \| \| \| \| \| \| \| \| \| \| \| \| \| \| \| \| \| \| \| \| \| \| \| \| \| \| \| \| \| \| \| \| \| \| \| \| \| \| \| \| \| \| \| \| \| \| \| \| \| 19. Elisabeth Albertine xứ Sachsen-Hildburghausen \| \| \| \| \| \| \| \| \| \| \| \| \| \| \| \| \| \| \| \| \| \| \| \| \| \| \| \| \| \| \| \| \| \| \| \| \| \| \| \| \| \| \| \| \| \| \| \| \| \| \| \| \| \| 2. Victoria I của Liên hiệp Anh \| \| \| \| \| \| \| \| \| \| \| \| \| \| \| \| \| \| \| \| \| \| \| \| \| \| \| \| \| \| \| \| \| \| \| \| \| \| \| \| \| \| \| \| \| \| \| \| \| \| \| \| \| \| 20. Ernst Friedrich xứ Sachsen-Coburg-Saalfeld (= 24) \| \| \| \| \| \| \| \| \| \| \| \| \| \| \| \| \| \| \| \| \| \| \| \| \| \| \| \| \| \| \| \| \| \| \| \| \| \| \| \| \| \| \| \| \| \| \| \| \| \| \| \| \| \| 10. Franz I xứ Sachsen-Coburg-Saalfeld (= 12)[26] \| \| \| \| \| \| \| \| \| \| \| \| \| \| \| \| \| \| \| \| \| \| \| \| \| \| \| \| \| \| \| \| \| \| \| \| \| \| \| \| \| \| \| \| \| \| \| \| \| \| \| \| \| \| 21. Sophie Antoinette xứ Braunschweig-Wolfenbüttel (= 25) \| \| \| \| \| \| \| \| \| \| \| \| \| \| \| \| \| \| \| \| \| \| \| \| \| \| \| \| \| \| \| \| \| \| \| \| \| \| \| \| \| \| \| \| \| \| \| \| \| \| \| \| \| \| 5. Victoire xứ Sachsen-Coburg-Saalfeld \| \| \| \| \| \| \| \| \| \| \| \| \| \| \| \| \| \| \| \| \| \| \| \| \| \| \| \| \| \| \| \| \| \| \| \| \| \| \| \| \| \| \| \| \| \| \| \| \| \| \| \| \| \| 22. Heinrich XXIV Reuß xứ Ebersdorf (= 26) \| \| \| \| \| \| \| \| \| \| \| \| \| \| \| \| \| \| \| \| \| \| \| \| \| \| \| \| \| \| \| \| \| \| \| \| \| \| \| \| \| \| \| \| \| \| \| \| \| \| \| \| \| \| 11. Augusta Reuß xứ Ebersdorf (= 13)[26] \| \| \| \| \| \| \| \| \| \| \| \| \| \| \| \| \| \| \| \| \| \| \| \| \| \| \| \| \| \| \| \| \| \| \| \| \| \| \| \| \| \| \| \| \| \| \| \| \| \| \| \| \| \| 23. Caroline Ernestine xứ Erbach-Schönberg (= 27) \| \| \| \| \| \| \| \| \| \| \| \| \| \| \| \| \| \| \| \| \| \| \| \| \| \| \| \| \| \| \| \| \| \| \| \| \| \| \| \| \| \| \| \| \| \| \| \| \| \| \| \| \| \| 1. Leopold của Liên hiệp Anh \| \| \| \| \| \| \| \| \| \| \| \| \| \| \| \| \| \| \| \| \| \| \| \| \| \| \| \| \| \| \| \| \| \| \| \| \| \| \| \| \| \| \| \| \| \| \| \| \| \| \| \| \| \| 24. Ernst Friedrich xứ Sachsen-Coburg-Saalfeld (= 20) \| \| \| \| \| \| \| \| \| \| \| \| \| \| \| \| \| \| \| \| \| \| \| \| \| \| \| \| \| \| \| \| \| \| \| \| \| \| \| \| \| \| \| \| \| \| \| \| \| \| \| \| \| \| 12. Franz I xứ Sachsen-Coburg-Saalfeld (= 10)[26] \| \| \| \| \| \| \| \| \| \| \| \| \| \| \| \| \| \| \| \| \| \| \| \| \| \| \| \| \| \| \| \| \| \| \| \| \| \| \| \| \| \| \| \| \| \| \| \| \| \| \| \| \| \| 25. Sophie Antoinette xứ Braunschweig-Wolfenbüttel (= 21) \| \| \| \| \| \| \| \| \| \| \| \| \| \| \| \| \| \| \| \| \| \| \| \| \| \| \| \| \| \| \| \| \| \| \| \| \| \| \| \| \| \| \| \| \| \| \| \| \| \| \| \| \| \| 6. Ernst I xứ Sachsen-Coburg và Gotha[26] \| \| \| \| \| \| \| \| \| \| \| \| \| \| \| \| \| \| \| \| \| \| \| \| \| \| \| \| \| \| \| \| \| \| \| \| \| \| \| \| \| \| \| \| \| \| \| \| \| \| \| \| \| \| 26. Heinrich XXIV Reuß xứ Ebersdorf (= 22) \| \| \| \| \| \| \| \| \| \| \| \| \| \| \| \| \| \| \| \| \| \| \| \| \| \| \| \| \| \| \| \| \| \| \| \| \| \| \| \| \| \| \| \| \| \| \| \| \| \| \| \| \| \| 13. Augusta Reuß xứ Ebersdorf (= 11)[26] \| \| \| \| \| \| \| \| \| \| \| \| \| \| \| \| \| \| \| \| \| \| \| \| \| \| \| \| \| \| \| \| \| \| \| \| \| \| \| \| \| \| \| \| \| \| \| \| \| \| \| \| \| \| 27. Caroline Ernestine xứ Erbach-Schönberg (= 23) \| \| \| \| \| \| \| \| \| \| \| \| \| \| \| \| \| \| \| \| \| \| \| \| \| \| \| \| \| \| \| \| \| \| \| \| \| \| \| \| \| \| \| \| \| \| \| \| \| \| \| \| \| \| 3. Albrecht xứ Sachsen-Coburg và Gotha \| \| \| \| \| \| \| \| \| \| \| \| \| \| \| \| \| \| \| \| \| \| \| \| \| \| \| \| \| \| \| \| \| \| \| \| \| \| \| \| \| \| \| \| \| \| \| \| \| \| \| \| \| \| 28. Ernst II xứ Sachsen-Gotha-Altenburg \| \| \| \| \| \| \| \| \| \| \| \| \| \| \| \| \| \| \| \| \| \| \| \| \| \| \| \| \| \| \| \| \| \| \| \| \| \| \| \| \| \| \| \| \| \| \| \| \| \| \| \| \| \| 14. August I xứ Sachsen-Gotha-Altenburg[26] \| \| \| \| \| \| \| \| \| \| \| \| \| \| \| \| \| \| \| \| \| \| \| \| \| \| \| \| \| \| \| \| \| \| \| \| \| \| \| \| \| \| \| \| \| \| \| \| \| \| \| \| \| \| 29. Charlotte xứ Sachsen-Meiningen \| \| \| \| \| \| \| \| \| \| \| \| \| \| \| \| \| \| \| \| \| \| \| \| \| \| \| \| \| \| \| \| \| \| \| \| \| \| \| \| \| \| \| \| \| \| \| \| \| \| \| \| \| \| 7. Luise Pauline xứ Sachsen-Gotha-Altenburg[26] \| \| \| \| \| \| \| \| \| \| \| \| \| \| \| \| \| \| \| \| \| \| \| \| \| \| \| \| \| \| \| \| \| \| \| \| \| \| \| \| \| \| \| \| \| \| \| \| \| \| \| \| \| \| 30. Friedrich Franz I xứ Mecklenburg \| \| \| \| \| \| \| \| \| \| \| \| \| \| \| \| \| \| \| \| \| \| \| \| \| \| \| \| \| \| \| \| \| \| \| \| \| \| \| \| \| \| \| \| \| \| \| \| \| \| \| \| \| \| 15. Luise Charlotte xứ Mecklenburg[26] \| \| \| \| \| \| \| \| \| \| \| \| \| \| \| \| \| \| \| \| \| \| \| \| \| \| \| \| \| \| \| \| \| \| \| \| \| \| \| \| \| \| \| \| \| \| \| \| \| \| \| \| \| \| 31. Luise xứ Sachsen-Gotha-Altenburg \| \| \| \| \| \| \| \| \| \| \| \| \| \| \| \| \| \| \| \| \| \| \| \| \| \| \| \| \| \| \| \| \| \| \| \| \| \| \| \| \| \| \| \| \| \| \| \| \| \| \| \| |                                                           |  |  |  |  |  |  |  |  |  |  |  |  |  |  |  |
| |                                                           |  |  |  |  |  |  |  |  |  |  |  |  |  |  |  |
| | 16. Frederick của Đại Anh                                 |  |  |  |  |  |  |  |  |  |  |  |  |  |  |  |
| |                                                           |  |  |  |  |  |  |  |  |  |  |  |  |  |  |  |
| |                                                           |  |  |  |  |  |  |  |  |  |  |  |  |  |  |  |
| | 8. George III của Liên hiệp Anh                           |  |  |  |  |  |  |  |  |  |  |  |  |  |  |  |
| |                                                           |  |  |  |  |  |  |  |  |  |  |  |  |  |  |  |
| |                                                           |  |  |  |  |  |  |  |  |  |  |  |  |  |  |  |
| | 17. Augusta xứ Sachsen-Gotha-Altenburg                    |  |  |  |  |  |  |  |  |  |  |  |  |  |  |  |
| |                                                           |  |  |  |  |  |  |  |  |  |  |  |  |  |  |  |
| |                                                           |  |  |  |  |  |  |  |  |  |  |  |  |  |  |  |
| | 4. Edward của Liên hiệp Anh và Hannover                   |  |  |  |  |  |  |  |  |  |  |  |  |  |  |  |
| |                                                           |  |  |  |  |  |  |  |  |  |  |  |  |  |  |  |
| |                                                           |  |  |  |  |  |  |  |  |  |  |  |  |  |  |  |
| | 18. Karl Ludwig xứ Mecklenburg                            |  |  |  |  |  |  |  |  |  |  |  |  |  |  |  |
| |                                                           |  |  |  |  |  |  |  |  |  |  |  |  |  |  |  |
| |                                                           |  |  |  |  |  |  |  |  |  |  |  |  |  |  |  |
| | 9. Charlotte xứ Mecklenburg-Strelitz                      |  |  |  |  |  |  |  |  |  |  |  |  |  |  |  |
| |                                                           |  |  |  |  |  |  |  |  |  |  |  |  |  |  |  |
| |                                                           |  |  |  |  |  |  |  |  |  |  |  |  |  |  |  |
| | 19. Elisabeth Albertine xứ Sachsen-Hildburghausen         |  |  |  |  |  |  |  |  |  |  |  |  |  |  |  |
| |                                                           |  |  |  |  |  |  |  |  |  |  |  |  |  |  |  |
| |                                                           |  |  |  |  |  |  |  |  |  |  |  |  |  |  |  |
| | 2. Victoria I của Liên hiệp Anh                           |  |  |  |  |  |  |  |  |  |  |  |  |  |  |  |
| |                                                           |  |  |  |  |  |  |  |  |  |  |  |  |  |  |  |
| |                                                           |  |  |  |  |  |  |  |  |  |  |  |  |  |  |  |
| | 20. Ernst Friedrich xứ Sachsen-Coburg-Saalfeld (= 24)     |  |  |  |  |  |  |  |  |  |  |  |  |  |  |  |
| |                                                           |  |  |  |  |  |  |  |  |  |  |  |  |  |  |  |
| |                                                           |  |  |  |  |  |  |  |  |  |  |  |  |  |  |  |
| | 10. Franz I xứ Sachsen-Coburg-Saalfeld (= 12)             |  |  |  |  |  |  |  |  |  |  |  |  |  |  |  |
| |                                                           |  |  |  |  |  |  |  |  |  |  |  |  |  |  |  |
| |                                                           |  |  |  |  |  |  |  |  |  |  |  |  |  |  |  |
| | 21. Sophie Antoinette xứ Braunschweig-Wolfenbüttel (= 25) |  |  |  |  |  |  |  |  |  |  |  |  |  |  |  |
| |                                                           |  |  |  |  |  |  |  |  |  |  |  |  |  |  |  |
| |                                                           |  |  |  |  |  |  |  |  |  |  |  |  |  |  |  |
| | 5. Victoire xứ Sachsen-Coburg-Saalfeld                    |  |  |  |  |  |  |  |  |  |  |  |  |  |  |  |
| |                                                           |  |  |  |  |  |  |  |  |  |  |  |  |  |  |  |
| |                                                           |  |  |  |  |  |  |  |  |  |  |  |  |  |  |  |
| | 22. Heinrich XXIV Reuß xứ Ebersdorf (= 26)                |  |  |  |  |  |  |  |  |  |  |  |  |  |  |  |
| |                                                           |  |  |  |  |  |  |  |  |  |  |  |  |  |  |  |
| |                                                           |  |  |  |  |  |  |  |  |  |  |  |  |  |  |  |
| | 11. Augusta Reuß xứ Ebersdorf (= 13)                      |  |  |  |  |  |  |  |  |  |  |  |  |  |  |  |
| |                                                           |  |  |  |  |  |  |  |  |  |  |  |  |  |  |  |
| |                                                           |  |  |  |  |  |  |  |  |  |  |  |  |  |  |  |
| | 23. Caroline Ernestine xứ Erbach-Schönberg (= 27)         |  |  |  |  |  |  |  |  |  |  |  |  |  |  |  |
| |                                                           |  |  |  |  |  |  |  |  |  |  |  |  |  |  |  |
| |                                                           |  |  |  |  |  |  |  |  |  |  |  |  |  |  |  |
| | 1. Leopold của Liên hiệp Anh                              |  |  |  |  |  |  |  |  |  |  |  |  |  |  |  |
| |                                                           |  |  |  |  |  |  |  |  |  |  |  |  |  |  |  |
| |                                                           |  |  |  |  |  |  |  |  |  |  |  |  |  |  |  |
| | 24. Ernst Friedrich xứ Sachsen-Coburg-Saalfeld (= 20)     |  |  |  |  |  |  |  |  |  |  |  |  |  |  |  |
| |                                                           |  |  |  |  |  |  |  |  |  |  |  |  |  |  |  |
| |                                                           |  |  |  |  |  |  |  |  |  |  |  |  |  |  |  |
| | 12. Franz I xứ Sachsen-Coburg-Saalfeld (= 10)             |  |  |  |  |  |  |  |  |  |  |  |  |  |  |  |
| |                                                           |  |  |  |  |  |  |  |  |  |  |  |  |  |  |  |
| |                                                           |  |  |  |  |  |  |  |  |  |  |  |  |  |  |  |
| | 25. Sophie Antoinette xứ Braunschweig-Wolfenbüttel (= 21) |  |  |  |  |  |  |  |  |  |  |  |  |  |  |  |
| |                                                           |  |  |  |  |  |  |  |  |  |  |  |  |  |  |  |
| |                                                           |  |  |  |  |  |  |  |  |  |  |  |  |  |  |  |
| | 6. Ernst I xứ Sachsen-Coburg và Gotha                     |  |  |  |  |  |  |  |  |  |  |  |  |  |  |  |
| |                                                           |  |  |  |  |  |  |  |  |  |  |  |  |  |  |  |
| |                                                           |  |  |  |  |  |  |  |  |  |  |  |  |  |  |  |
| | 26. Heinrich XXIV Reuß xứ Ebersdorf (= 22)                |  |  |  |  |  |  |  |  |  |  |  |  |  |  |  |
| |                                                           |  |  |  |  |  |  |  |  |  |  |  |  |  |  |  |
| |                                                           |  |  |  |  |  |  |  |  |  |  |  |  |  |  |  |
| | 13. Augusta Reuß xứ Ebersdorf (= 11)                      |  |  |  |  |  |  |  |  |  |  |  |  |  |  |  |
| |                                                           |  |  |  |  |  |  |  |  |  |  |  |  |  |  |  |
| |                                                           |  |  |  |  |  |  |  |  |  |  |  |  |  |  |  |
| | 27. Caroline Ernestine xứ Erbach-Schönberg (= 23)         |  |  |  |  |  |  |  |  |  |  |  |  |  |  |  |
| |                                                           |  |  |  |  |  |  |  |  |  |  |  |  |  |  |  |
| |                                                           |  |  |  |  |  |  |  |  |  |  |  |  |  |  |  |
| | 3. Albrecht xứ Sachsen-Coburg và Gotha                    |  |  |  |  |  |  |  |  |  |  |  |  |  |  |  |
| |                                                           |  |  |  |  |  |  |  |  |  |  |  |  |  |  |  |
| |                                                           |  |  |  |  |  |  |  |  |  |  |  |  |  |  |  |
| | 28. Ernst II xứ Sachsen-Gotha-Altenburg                   |  |  |  |  |  |  |  |  |  |  |  |  |  |  |  |
| |                                                           |  |  |  |  |  |  |  |  |  |  |  |  |  |  |  |
| |                                                           |  |  |  |  |  |  |  |  |  |  |  |  |  |  |  |
| | 14. August I xứ Sachsen-Gotha-Altenburg                   |  |  |  |  |  |  |  |  |  |  |  |  |  |  |  |
| |                                                           |  |  |  |  |  |  |  |  |  |  |  |  |  |  |  |
| |                                                           |  |  |  |  |  |  |  |  |  |  |  |  |  |  |  |
| | 29. Charlotte xứ Sachsen-Meiningen                        |  |  |  |  |  |  |  |  |  |  |  |  |  |  |  |
| |                                                           |  |  |  |  |  |  |  |  |  |  |  |  |  |  |  |
| |                                                           |  |  |  |  |  |  |  |  |  |  |  |  |  |  |  |
| | 7. Luise Pauline xứ Sachsen-Gotha-Altenburg               |  |  |  |  |  |  |  |  |  |  |  |  |  |  |  |
| |                                                           |  |  |  |  |  |  |  |  |  |  |  |  |  |  |  |
| |                                                           |  |  |  |  |  |  |  |  |  |  |  |  |  |  |  |
| | 30. Friedrich Franz I xứ Mecklenburg                      |  |  |  |  |  |  |  |  |  |  |  |  |  |  |  |
| |                                                           |  |  |  |  |  |  |  |  |  |  |  |  |  |  |  |
| |                                                           |  |  |  |  |  |  |  |  |  |  |  |  |  |  |  |
| | 15. Luise Charlotte xứ Mecklenburg                        |  |  |  |  |  |  |  |  |  |  |  |  |  |  |  |
| |                                                           |  |  |  |  |  |  |  |  |  |  |  |  |  |  |  |
| |                                                           |  |  |  |  |  |  |  |  |  |  |  |  |  |  |  |
| | 31. Luise xứ Sachsen-Gotha-Altenburg                      |  |  |  |  |  |  |  |  |  |  |  |  |  |  |  |
| |                                                           |  |  |  |  |  |  |  |  |  |  |  |  |  |  |  |
| |                                                           |  |  |  |  |  |  |  |  |  |  |  |  |  |  |  |